# Sagunt
Sagunt (amtlicher Name auf Valencianisch, bis 1877 Morvedre; spanisch Sagunto, bis 1877 Murviedro; lateinisch Saguntum, phönizisch Zakantha) ist eine Mittelmeerstadt mit 71.377 Einwohnern (Stand: 2024) im fruchtbaren Distrikt Camp de Morvedre in der Provinz Valencia im östlichen Spanien. Die Altstadt ist als Conjunto histórico-artístico eingestuft und gehört zu den Orten am Camino del Cid.

## Lage und Klima
Die etwa 5 bis 50 m hoch gelegene Stadt Sagunt liegt – teilweise umschlossen von Bergen – ca. 30 km (Fahrtstrecke) nördlich von Valencia bzw. ca. 240 km südwestlich der Römerstadt Tarragona, nahe der Küste des Mittelmeers. Das Klima ist gemäßigt bis warm; Regen (ca. 500 bis 600 mm/Jahr) fällt hauptsächlich im Winterhalbjahr.

## Bevölkerungsentwicklung
| Jahr      | 1857  | 1900  | 1950   | 2000   | 2022   |
| Einwohner | 6.915 | 7.139 | 26.932 | 56.754 | 68.066 |

Die Einwohnerzahl der Stadt ist seit dem 19. Jahrhundert aufgrund von Zuwanderung aus den umliegenden Bergregionen („Landflucht“) und wegen der Nähe zur Stadt Valencia deutlich gewachsen.

## Wirtschaft

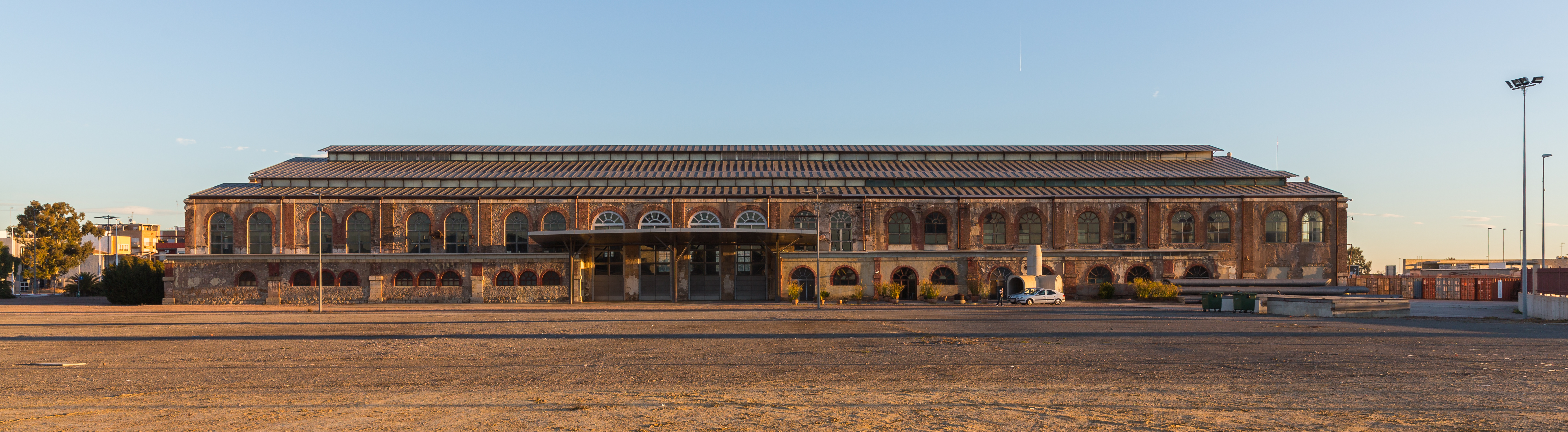
Maschinenhalle im Hafen

Während in früheren Zeiten der (weitgehenden) Selbstversorgung Ackerbau, Viehzucht, Weinbau und Fischerei bedeutsam waren, spielen seit Beginn des 20. Jahrhunderts die Schwerindustrie und der Handel die Hauptrollen im Wirtschaftssektor. Der alte Hafen (Grau Vell) wurde ausgebaut und im Jahr 1907 wurde die Stadt an das spanische Eisenbahnnetz angeschlossen. Gegen Ende des 20. Jahrhunderts wurden mehrere Gewerbeparks (Poligonos industriales) in den Außenbezirken der Stadt eingerichtet.
2023 wurde der Grundstein für ein Batteriezellenwerk des Volkswagen-Konzerns gelegt, das ab 2026 dort mit mehr als 3.000 Beschäftigten seinen Betrieb aufnehmen soll. Aktuell ist eine Jahresproduktion von 40 Gigawattstunden geplant, womit man 500.000 Autos bauen kann.

## Geschichte

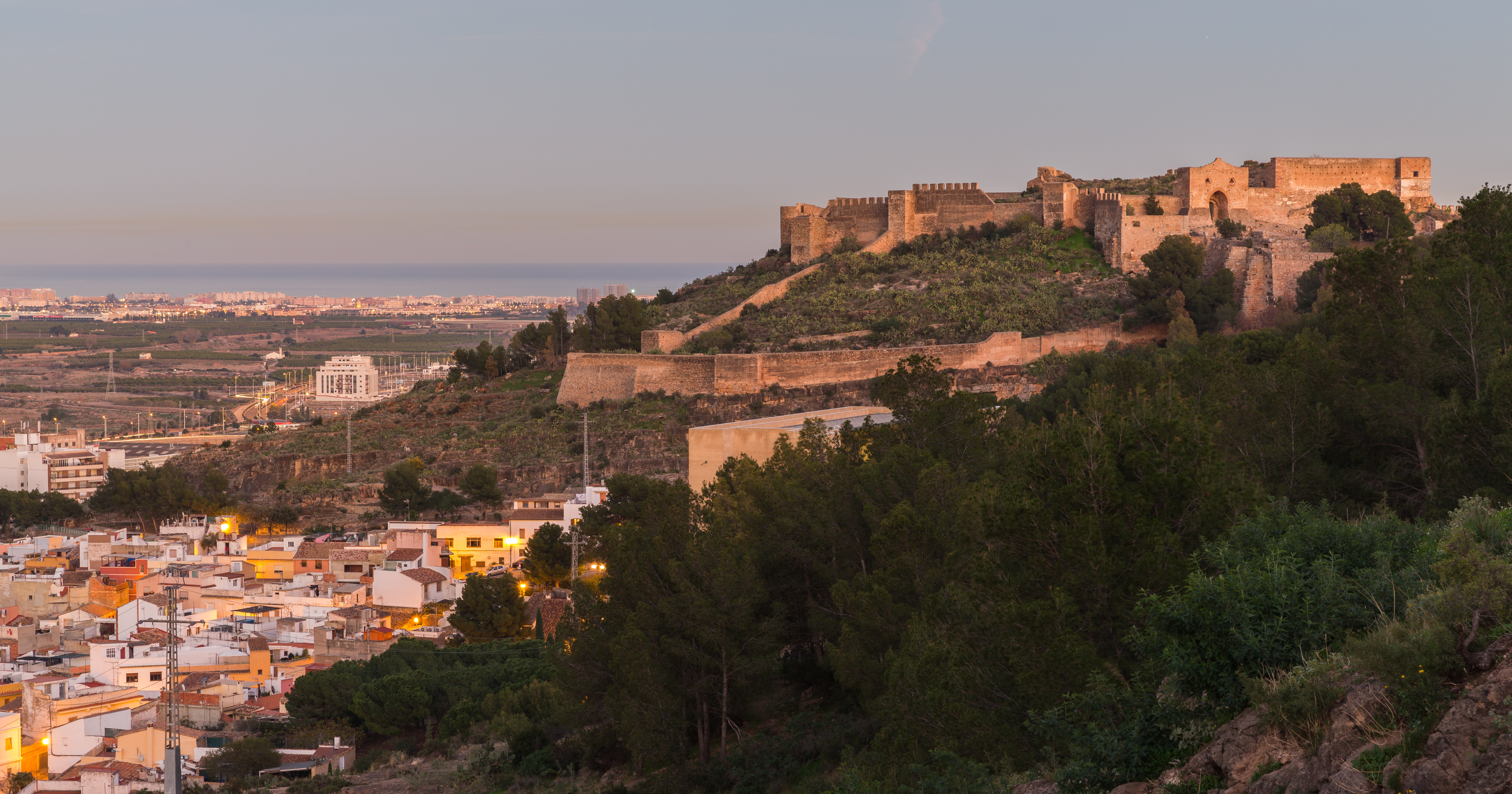
Burgberg

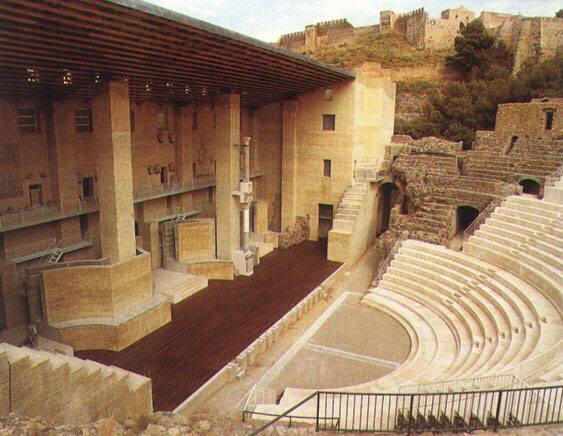
römisches Theater und Burgberg

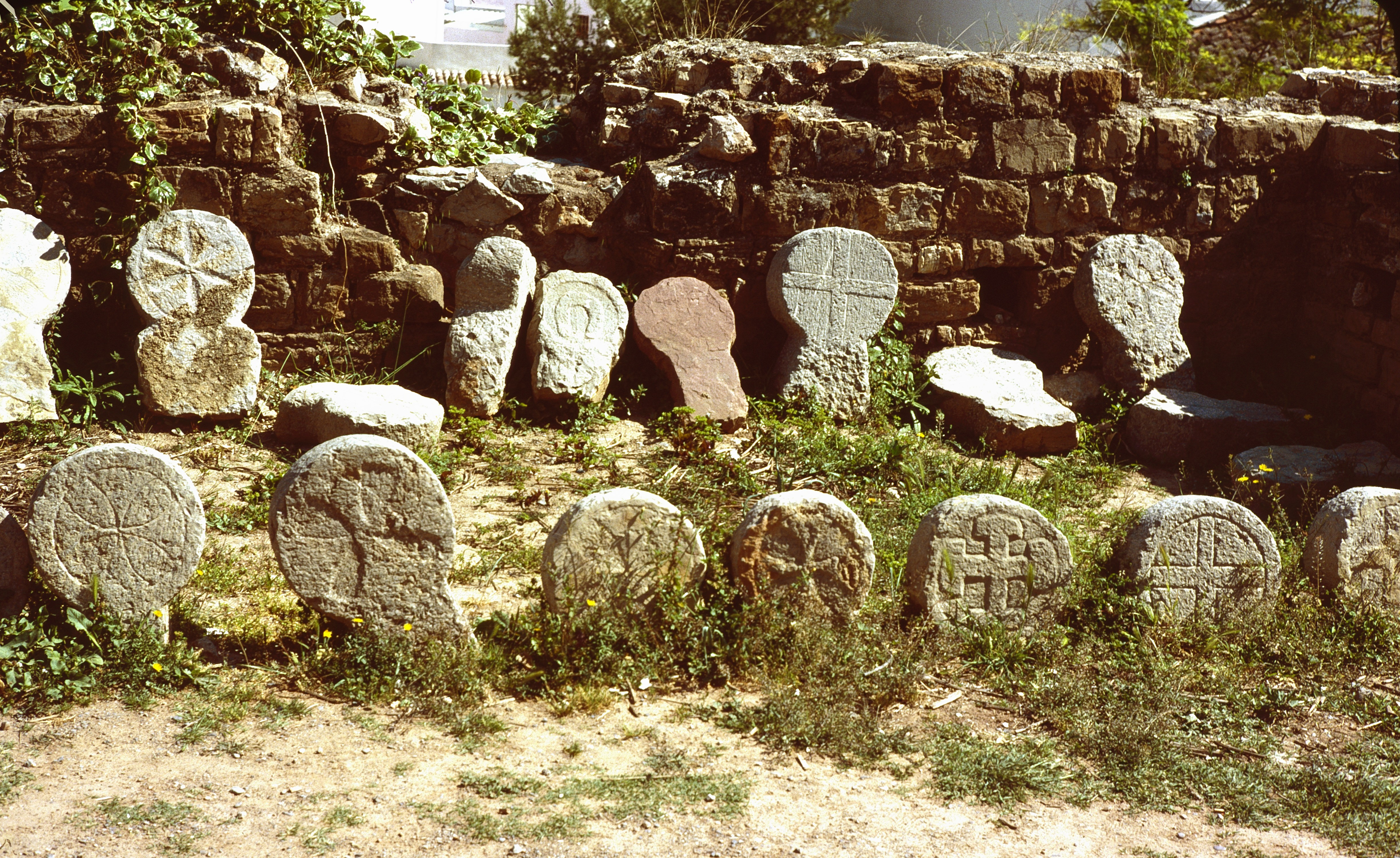
Sammlung mittelalterlicher und frühneuzeitlicher Grabkreuze

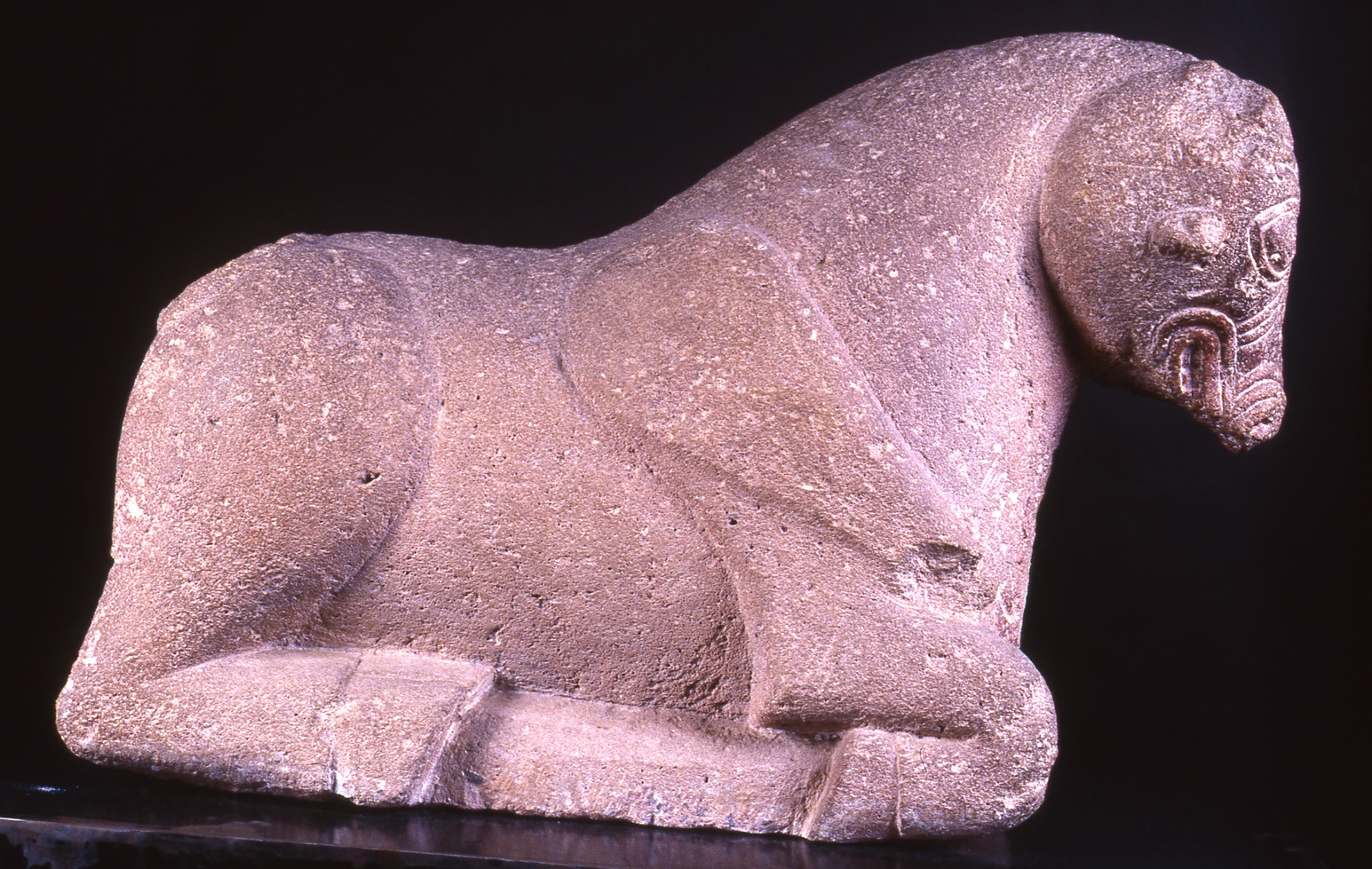
Iberischer Stier im Archäologischen Museum

Iberische Siedler, die als Edetani überliefert sind, ummauerten ihren Ort im 5. Jahrhundert v. Chr.; eine Anzahl von zyklopischen Kalksteinscheiben aus dem früheren Tempel der Diana hat an der Kirche Santa Maria überdauert, die Siedlung ist jedoch viel älter. Der Ort trieb Handel mit griechischen und phönizischen Küstenkolonien und prägte unter deren Einfluss auch eigene Münzen. Wegen der Namensähnlichkeit wurde bereits in der Antike eine nicht zu haltende Gründung durch Griechen, speziell von Zakynthos aus, erfunden. Plinius ging so weit, die Gründung zweihundert Jahre vor den Fall Trojas zu datieren. Um 219 v. Chr. war Sagunt eine große und prosperierende Stadt, die sich mit den griechischen Kolonisten und Rom gegen Karthago verbündete und Hannibals ersten Angriff, den Beginn des Zweiten Punischen Kriegs, auf sich zog. Nach dem im Vorfeld des Krieges zwischen Rom und Karthago geschlossenen Vertrag zur Aufteilung der Interessensphären (Ebro-Vertrag) fiel Sagunt in die karthagische Interessensphäre, und die Karthager glaubten somit, das Recht zu haben, das wohlhabende Sagunt (longe opulentissma ultra Hiberum) zu erobern. Über dessen Widerstand berichtet Livius (21, 7–14). Nach der monatelangen Belagerung von Saguntum eroberte Hannibal 218 v. Chr. die Stadt und zog nach Italien weiter. Den Fall von Sagunt behandeln lateinische Texte sehr häufig.
Nach den Karthagern kamen die Römer zurück. Hispanien wurde nicht sanft befriedet und romanisiert, wie die iberische Karriere des Sertorius zeigt. Sagunt prägte Münzen unter seiner Herrschaft und fuhr damit fort, als die Stadt im Rang eines municipium von den Römern wiederaufgebaut war und neu aufblühte. Diesen Reichtum behielt sie während der römischen Zeit überwiegend, er ist durch Inschriften und Ruinen bezeugt (zum Beispiel durch ein Theater, das Napoleons I. Marschall Suchet zerstörte), ebenso den römischen Herkulesturm.
Mit den arianischen Westgotenkönigen erhielt Sagunt seinen Stadtheiligen, einen Bischof namens Sacerdos („Priester“), der friedlich und aus natürlichen Gründen um das Jahr 560 starb. Im frühen 8. Jahrhundert entfaltete die Stadt als Teil des Kalifats von Córdoba eine neue Pracht mit Bädern, Palästen, Moscheen und Schulen für ihre kosmopolitische Bevölkerung. Die Stadt wurde auf Katalanisch Molvedre, auf Spanisch Morviedro genannt, beides nach lateinisch muri veteres (= „alte Mauern“). Sagunts Abstieg begann mit dem Aufstieg von Valencia. Im Jahr 1098 wurde sie kurz von El Cid besetzt, die endgültige Rückeroberung musste aber bis 1238 warten, bis zu König Jakob I. von Aragón.
Während der Napoleonischen Kriege auf der Iberischen Halbinsel besiegten am 25. Oktober 1811 in der Schlacht von Sagunt (Murviedro) die Franzosen unter Louis-Gabriel Suchet eine spanische Armee unter General Joaquín Blake y Joyes. Sie sollte die seit Monaten belagerte Festung entsetzen. Am Tag darauf kapitulierte Murviedro vor Suchet.
Sagunt wurde in Kriegen stark beschädigt, hat aber dennoch viel aus der Gotik Valencias bewahrt. Im späten 19. Jahrhundert wuchs hier die Stahlindustrie in der modernen Stadt, die sich nun über die Küstenebene unterhalb der malerischen Wälle ihrer Zitadelle erstreckt, den muri veteres, die ein römisches Forum und das wiederaufgebaute Theater, maurische und mittelalterliche Überreste umfassen und ein nationales Monument darstellen. Das Theater von Sagunt wurde im Jahr 1896 das erste offizielle Nationaldenkmal Spaniens.

## Sport
Die Vereine Club Balonmano Morvedre und Club Balonmano Puerto Sagunto sind aktiv im Handball. Auch der Verein El Osito L’Eliana war in dieser Sportart sehr erfolgreich.

## Sehenswürdigkeiten

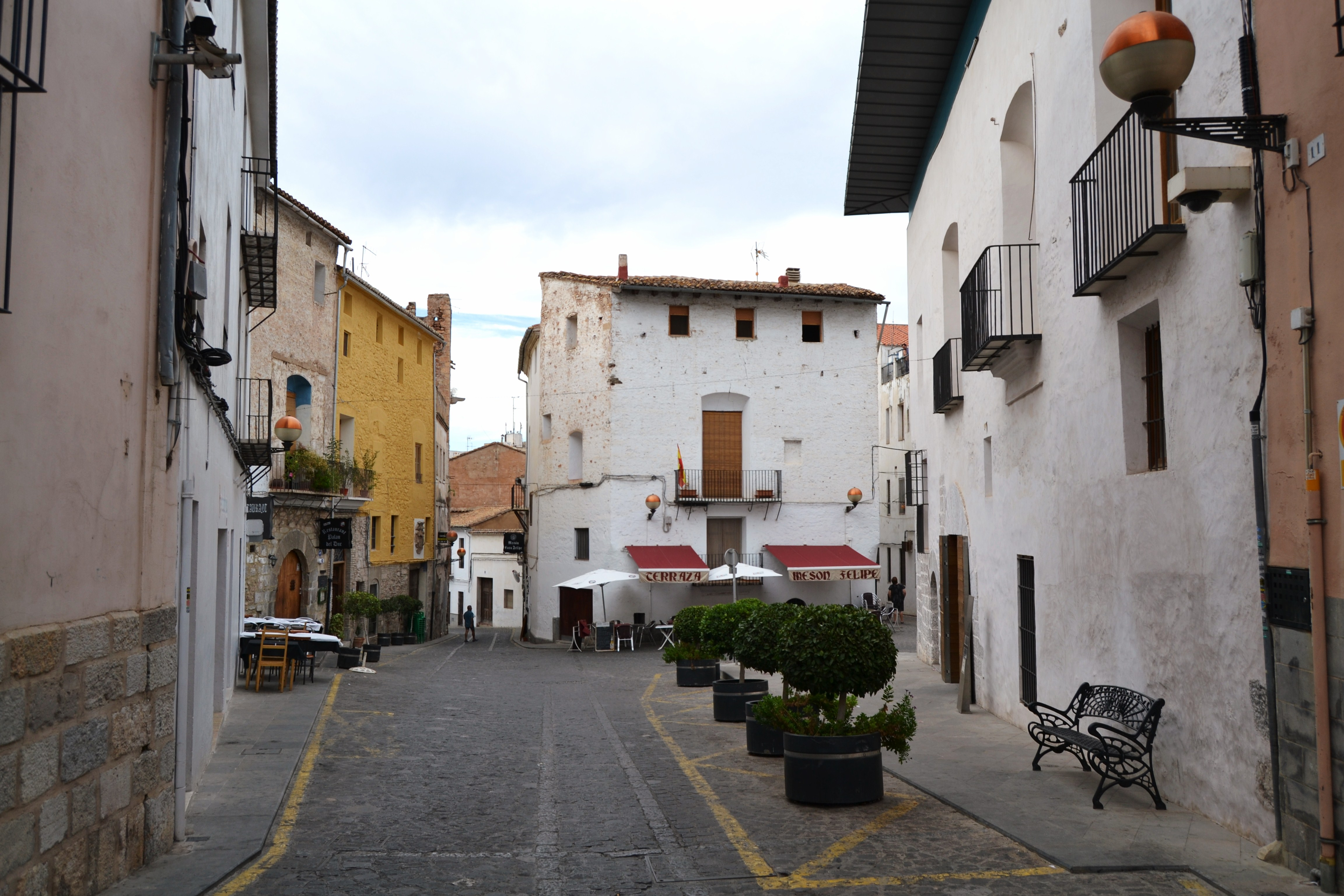
Altstadtgasse

- Bereits seit der Antike existiert eine Festung (castillo) auf dem Stadthügel.[7]
- Das römische Theater wurde weitgehend restauriert und dient heute als Veranstaltungsort.
- In der Nähe befindet sich das Archäologische Museum.
- Die dreischiffige Pfarrkirche (Iglesia de la Natividad de Nuestra Señora) entstammt dem 14. Jahrhundert, doch wurde sie mehrfach erweitert und modernisiert. Ein Glockenturm (campanario) entstand erst im 18. Jahrhundert, doch wurde er zu Beginn des 20. Jahrhunderts neben dem Chor der Kirche völlig neugebaut.
- Die einschiffige Iglesia de El Salvador aus dem 13. Jahrhundert ist äußerlich vollkommen schmucklos.
- Die ebenfalls einschiffige Ermita de la Sangre entstand im 17. Jahrhundert im Barockstil.
- Weitere Kapellen (ermitas) sind über die Altstadt verteilt.
- Mehrere Türme in den Außenbereichen des Stadtgebiets zeugen von der Verteidigungsbereitschaft der Bewohner.

## Persönlichkeiten
- François Maresmes (1377–1463), Kartäusermönch
- Antonio Chabret y Fraga (1846–1907), Stadthistoriker
- Joaquín Rodrigo (1901–1999), Komponist
- José Yepes (1942–2012), Schauspieler
- Antonio Maceda (* 1957), Fußballspieler